# Salt mortal

Animació d'un salt mortal

El salt mortal és una prova de destresa acrobàtica en què una persona gira al voltant del seu eix central, movent els peus per sobre el cap. Els salts més comuns són cap endavant, cap enrere o lateralment, però hi ha moltes varietats. Els salts mortals són fonamentals en disciplines com la gimnàstica, el trampolí i les arts marcials, i es consideren una mostra de destresa física i coordinació.

## Descripció
L'execució d'un salt es divideix en tres fases:
- Impuls: el gimnasta s'aixeca en l'espai buscant la màxima alçada;
- Rotació: un cop el gimnasta està prou elevat, fa la rotació: després gira a l'espai al voltant de l'eix horitzontal. Hi ha tres maneres principals de realitzar aquesta rotació: agrupada (genolls estirats contra el pit), pike (cames rectes contra el pit) i recta (cames estirades en línia amb el tronc);
- Recepció: un cop finalitzada la rotació, el gimnasta cau a terra. El cos ha d'estar obert, les cames mig doblegades per estabilitzar-se a terra. La recepció es considera tècnicament perfecta quan els dos peus estan paral·lels; tanmateix, a la gimnàstica femenina , la normativa permet aterrar a terra amb els peus esglaonats (un peu davant de l'altre).

### Descripció del moviment de la tombarella cap endavant a terra
Els exercicis acrobàtics amb tombarelles s'han documentat des de l'antiguitat a través d'imatges corresponents en gerros. La biomecànica dels salts, especialment les diverses tombarelles, va ser descrita per primera vegada per Archangelo Tuccaro (1599) així com descrit i analitzat. De manera simple, la tombarella es pot comparar amb un salt a l'aire, on la rotació es produeix en el seu punt més alt. Com a moviment acíclic, es pot dividir en una fase preparatòria (pujada/retrocés/enlairament), una fase principal (objectiu del moviment: vol) i una fase final (aterratge) segons la classificació biomecànica.

#### Fase d'enlairament
La trajectòria i l'alçada són determinades per l'enlairament i no es poden canviar posteriorment. L'alçada és important per deixar prou temps per a la rotació al voltant del mateix eix. Per tant, l'execució més correcta és de màxima importància. L'atleta s'ajup breument durant l'enlairament i torna a estirar les cames, empenyent-se del terra amb els dos peus. Per generar el màxim impuls possible, el moviment d'extensió de les cames ha d'estar recolzat pel moviment dels braços. Durant l'enlairament, el gimnasta estira bruscament els braços cap endavant per sobre del cap, cosa que inicia la rotació. Per assegurar una rotació cap endavant, és important que el gimnasta mantingui una determinada posició corporal durant l'enlairament.

Animació d'una tombarella cap endavant

#### Fase de vol
La rotació d'aproximadament 300 graus (a causa de l'enlairament i l'aterratge en angle) es produeix quan el gimnasta canvia de postura. Estirant els braços cap a les canyelles i intentant fer-se el més petit possible, per poder girar. El gimnasta està en posició ajupida i, per tant, gira més de pressa. En vol, la tombarella només es pot influenciar canviant la seva postura. Com més petita es fa la persona i com més parts del seu cos s'acosten al seu centre de gravetat, més ràpid gira. Per exemple, la rotació en una tombarella recta és més lenta que en una tombarella encaixada. A més, els girs es poden iniciar durant la fase de vol mitjançant diversos moviments de braç.

#### Fase d'aterratge
Per alentir la rotació de nou i, amb l'objectiu d'aterrar a peu dret de manera controlada i recuperar l'equilibri, el gimnasta ha d'obrir de nou les cames i els braços de manera oportuna i estirar els malucs. Com més tard es torni a obrir les extremitats, més difícil serà aterrar a peu dret.
Aprendre i practicar la tombarella cap endavant comporta un risc de lesió. Inicialment, sovint és difícil aconseguir el moment adequat per a l'aterratge. Sovint, les cames s'estenen massa aviat o massa tard. Les persones baixes troben la tombarella més fàcil que les persones altes; tenen una millor relació força-massa. De la mateixa manera, és més fàcil per a les persones primes que per a les persones amb sobrepès. Els joves tenen ossos més elàstics que les persones grans. Com més dura és la superfície, més grans són les forces de desacceleració en aterrar. Els gimnasos tenen superfícies de molles; això esmorteeix una mica l'aterratge. La gespa dels camps esportius no esmorteeix significativament l'aterratge.

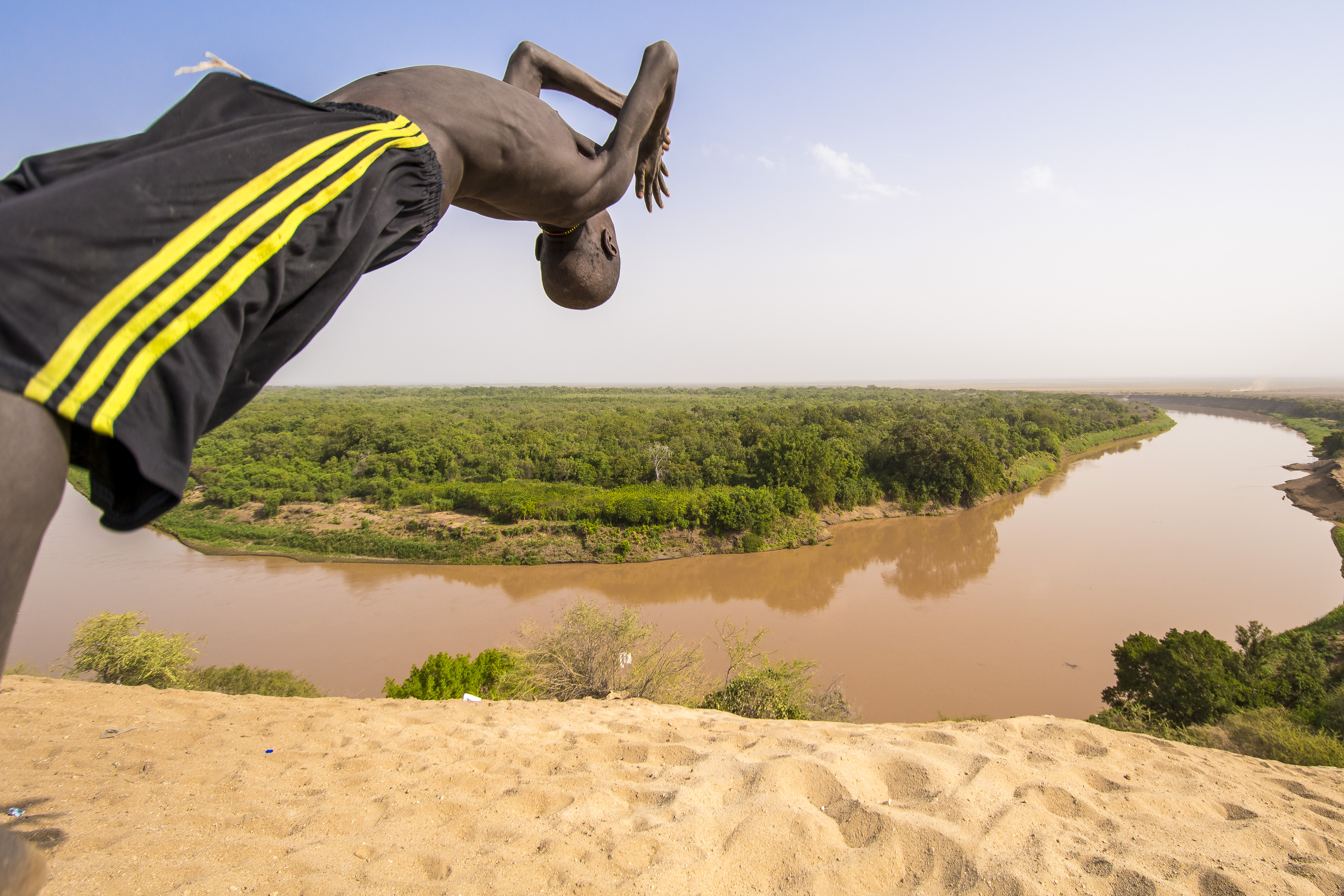
Salt enrere

## Tipus

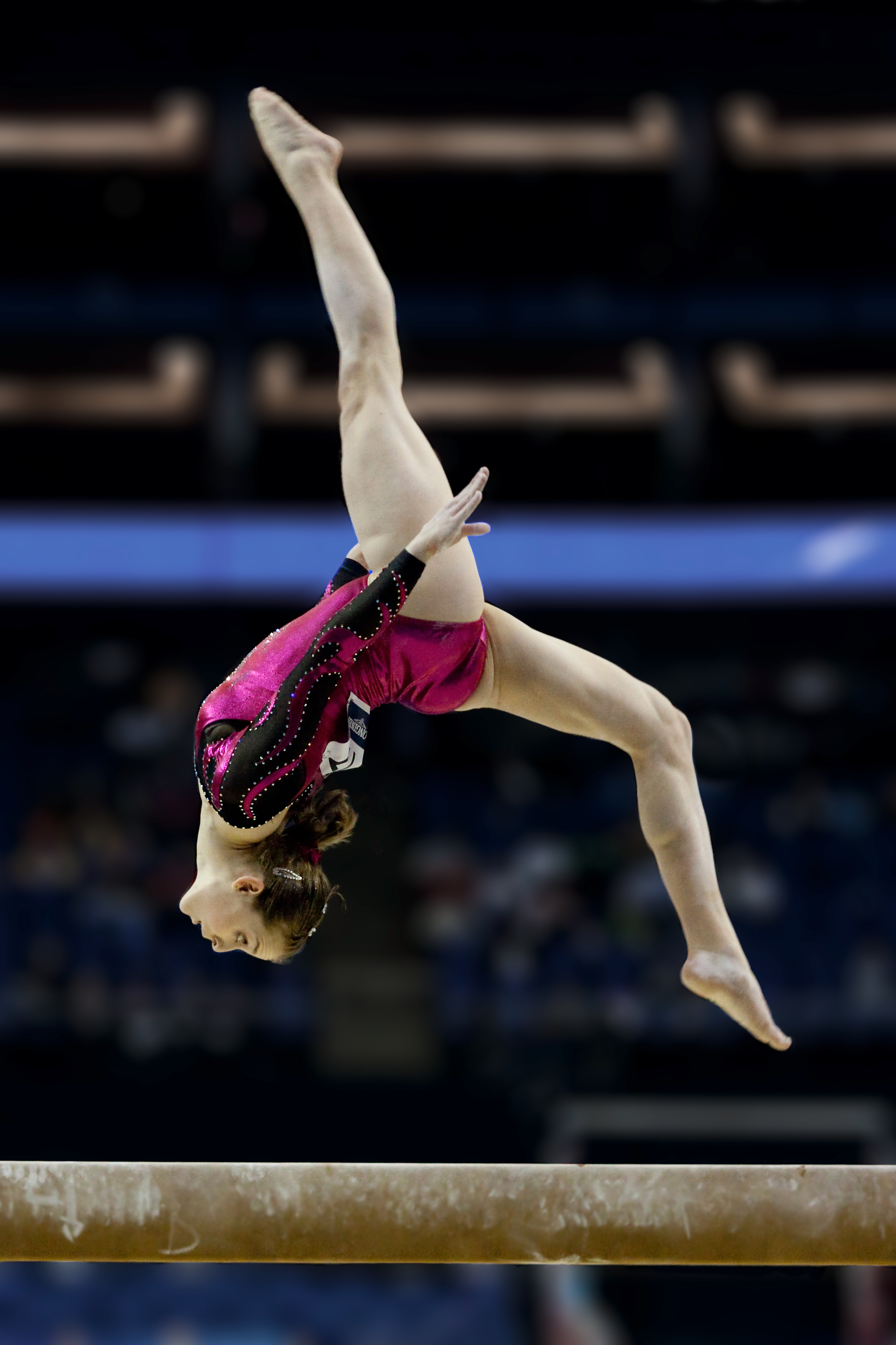
Tombarella cap enrere sobre una cama.

### Posicions del cos
Existeixen nombroses variacions de salts mortals endavant i enrere; les versions definides amb major precisió tècnica formen part de la competició esportiva anomenada trampolí. En aquest esport, hi ha quatre variants que mitjançant els salts mortals es realitzen en competència: tuck o agrupat, pike o carpa, straight o estès i straddle o a cavall.
- Estès: no s'hi forma cap angle entre les parts del cos. Aquesta posició requereix una gran tensió muscular per mantenir el cos alineat durant tot el salt.
- Agrupat: l'angle entre les cuixes i la part baixa de la cama és menor a 90 graus; els genolls estan tancats amb les puntes baix, l'angle entre les cames i el tronc és menor de 90 graus, les mans prenen amb força la barbeta pel costat del cos i els braços hi estan enganxats.
- Carpa: amb un angle entre el cos i les cuixes menor de 90 graus, les cames completament esteses, les mans toquen la punta dels dits del peu, el pit enfonsat i el cap en posició neutral.
- A cavall: amb les cames separades en un angle major de 90 graus, mentre que el que formen aquestes i el tronc ha de ser menor de 90 graus. Aquesta posició afegeix complexitat i dificultat a l'exercici.

### Direcció

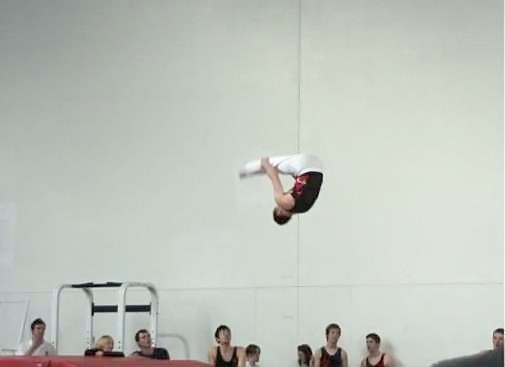
Salt mortal frontal en posició de pica.

L'esport dels salts acrobàtics no requereix que els participants combinin elements davanters i posteriors, i la majoria prefereixen tombarelles cap enrere, ja que és més fàcil desenvolupar el moviment.
El salt mortal àrab comença cap enrere, continua amb mitja volta cap endavant i acaba amb un o més salts mortals cap endavant. Es poden entrenar començant amb el gir àrab i afegint-hi un salt mortal frontal. Compten com a tombarelles cap endavant a la gimnàstica artística femenina i com a tombarelles cap enrere en la gimnàstica artística masculina.

### Girs
Els salts mortals sovint acaben amb girs simples.
Els girs múltiples inclouen diversos girs. El 2003, el doble salt mortal d'esquena, anomenat double full, s'havia convertit en comú a la gimnàstica femenina. El triple salt d'esquena, anomenat Adolf, existeix a la gimnàstica masculina, però rarament s'havia utilitzat en competició abans de 2017. El 2019, la gimnasta estatunidenca Simone Biles va ser la primera dona que va competir amb un triple doble d'esquena: doble salt mortal cap enrere amb triple gir.

## Destreses relacionades
- Barani (salt mortal endavant amb 1/2 gir)[16]
- Rudi o Rudolph (salt mortal endavant amb 1 1/2 girs)[16] També s'anomena Front layout 1.5 o Front 1.5[17]
- Rudi ball out (des de dorsal, salt mortal cap endavant amb un gir i mig)[18]
- Full Back o frontfull (tombarella cap enrere o cap endavant amb un gir)[19]
- Double (doble salt mortal endavant o enrere)
- Double Full (salt mortal enrere amb 2 girs)[16]
- Half Out (doble salt mortal amb mig gir en l'últim salt)[16]
- Adolf (salt mortal endavant amb 3 girs i mig)[16]
- Back in - Full out (doble salt mortal enrere amb 1 gir en el segon mortal)[16]

## Esports

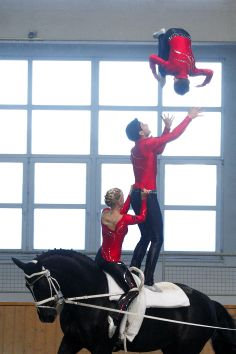
Variant per al salt de grup: llançament cap endavant

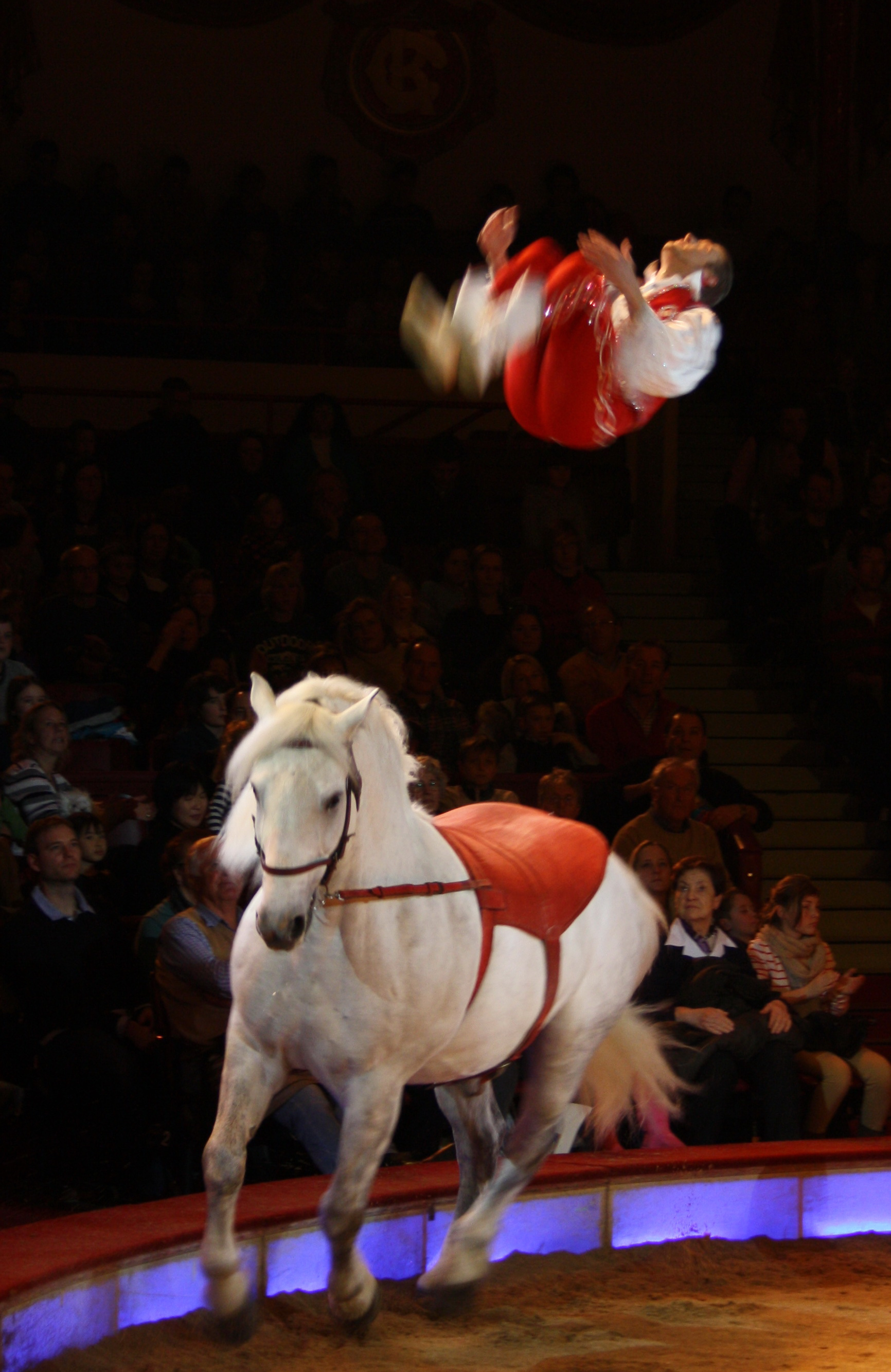
Salt mortal sobre un cavall en un espectacle de circ

Els salts mortals es realitzen en diversos esports:
- Gimnàstica artística. Es solen utilitzat al Salt sobre cavall, barra d'equilibri i exercici de terra i al desmuntar de les barres asimètriques[2]
- Gimnàstica de trampolí
- Salts
- Volteig
- Break dance
- Cheerleading
- Parkour
- Capoeira
- Tricking

Esports en què la gent fa salts amb equipament esportiu:
- Windsurf
- Surf
- Kitesurf
- Piragüisme en estil lliure
- Esquí acrobàtic
- Salt amb xanques
- BMX
- FMX